# Estádio Raulino de Oliveira
O Estádio General Sylvio Raulino de Oliveira, conhecido como Estádio da Cidadania, Estádio do Aço ou Raulino de Oliveira, é um estádio de futebol localizado na cidade de Volta Redonda, casa do Volta Redonda Futebol Clube no Rio de Janeiro.

## Introdução
Atualmente, o estádio tem uma capacidade oficial de 20.255 espectadores, e é considerado um dos mais modernos do Brasil, após uma obra de recuperação feita entre 2003 e 2004.
Foi o primeiro estádio de futebol no Brasil a abrigar no seu interior um complexo de esportes, lazer, saúde e educação, com acesso gratuito à população, daí o nome de Estádio da Cidadania.

## História
O Estádio General Sylvio Raulino de Oliveira foi construído no final da década de 1940. Recebeu este nome em homenagem ao idealizador do projeto, general Sylvio Raulino de Oliveira, então presidente da CSN, que financiou a obra.

### O antigo Raulino
O estádio foi inaugurado em 15 de abril de 1951, na vitória do Botafogo sobre o Fluminense por 3 a 1.
Jogavam neste estádio os únicos 2 times profissionais da cidade, à época: Clube de Regatas do Flamengo (Volta Redonda) e o Guarani Esporte Clube (Volta Redonda).
Na década de 1960 o então presidente da CSN, Osvaldo Pinto da Veiga, determinou a implantação da iluminação no estádio. O jogo inaugural da iluminação foi Guarani (Volta Redonda) versus Atlético Mineiro.
Partida de inauguração
- Disputa da "Taça CSN"
- Primeiro clássico da história do Estádio. O jogo foi em homenagem aos funcionários da CSN.

| 15 de Abril de 1951 | Botafogo                                                   | 3 – 1 | Fluminense     | Antigo Estádio Raulino de Oliveira, Volta Redonda-RJ Público: 6.000 Árbitro: Jayme Teixeira Braga Auxiliares: |
|                     | Zezinho 1o tempo' · Vincius 1o tempo' · Vinicius 2o tempo' | [ 7 ] | Joel 2o tempo' | |

- Botafogo: Oswaldo Baliza; Gérson e Nilton Santos; Rubinho (Araty), Ávila e Juvenal (Richarde); Paraguaio (Jarbas), Geninho (Neca), Pirillo (Orlando Vinhas), Vinicius e Zezinho. Técnico: Carvalho Leite.
- Fluminense: Adalberto (Castilho); Duarte (Píndaro) e Chiquinho (Pinheiro); Waldir, Pé-de-Valsa e Jair; Reis, Zildo (Russo), Jeronimo, Zé Henrique (Orlando "Pingo de Ouro") e Joel. Técnico: José Moreira

### Reinauguração em 1976
Em 1976, o então prefeito de Volta Redonda desapropriou o estádio, uma vez que o terreno pertencia a CSN. No dia 14 de março de 1976, houve uma reinauguração extra-oficial, após obras de melhorias e ampliação da capacidade de público, com o jogo Voltaço 3 a 2 Botafogo. Esse foi o jogo de estréia do Voltaço no estádio, e no campeonato carioca daquele ano. Porém, mesmo com essa reforma, as arquibancadas continuaram sendo de madeira, e só foram trocadas na Reinauguração, em 2004.
Em 1988 foi disputado o Torneio Cidade do Aço, vencido pelo Bangu Atlético Clube.
Em 1995, o estádio sediou a partida final do Campeonato Brasileiro da Série C (Volta Redonda 0 a 1 XV de Piracicaba).
Jogo de estreia do Voltaço no estádio
- Jogo de estreia do Voltaço no Campeonato Carioca de 1976.

| 14 de março de 1976 | Volta Redonda         | 3 – 2 | Botafogo                 | Antigo Estádio Raulino de Oliveira, Volta Redonda-RJ Público: 19.041 Árbitro: Auxiliares: |
|                     | Mauro · Mauro · Mauro |       | Antonio Carlos · Ricardo |                                                                                           |

- Volta Redonda: Valdir; Aloísio, Fernando, Fred e Zé Maria; Paulão, Mauro e Ademir; Jorge Cuíca, Acilino (Adelmo) e Paulo César (Serginho). Técnico Paulinho de Almeida.
- Botafogo: Wendel; Chiquinho, Geraldo, China e Marinho Chagas; Arthur, Ademir e Manfrini (Ricardo); Cremilson (Rogério); Antonio Carlos e Tiquinho. Técnico Telê Santana.

### O novo Raulino: Estádio da Cidadania
| “ | “Não existe hoje, em qualquer outro lugar, um estádio como esse, que oferece conforto para os torcedores, para o atleta e para a imprensa também.” | ” |

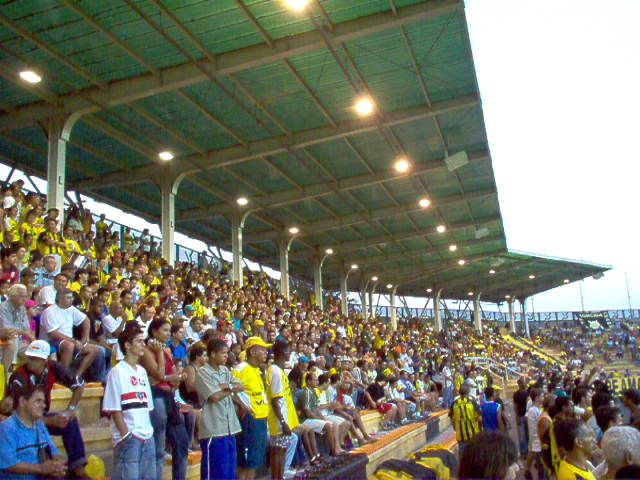
Estádio da Cidadania

Idealizado pelo jornalista Oscar Cardoso e atendendo as exigencias do estatuto do torcedor, o novo estádio foi entregue à população em 17 de abril de 2004, ano do Cinqüentenário da cidade de Volta Redonda, com um jogo-amistoso entre Amigos do Voltaço 1 a 2 Botafogo (RJ).
Foi o primeiro estádio de futebol no Brasil a abrigar no seu interior um complexo de esportes, lazer, saúde e educação, com acesso gratuito à população. Por isso, o estádio ganhou a alcunha de Estádio da Cidadania. Segundo um levantamento feito pelo governo municipal, diariamente passam pelas dependências do estádio 3.223 mil pessoas. Com esses números (poucos mais de 16 mil cidadãos que se acumulam a cada cinco dias úteis no estádio), o Estádio da Cidadania ocuparia a sétima colocação no ranking nacional de público de 2007, à frente de clubes como Internacional-RS, Atlético-MG, Palmeiras, Vasco, São Paulo, Cruzeiro, Botafogo e Fluminense.
No estádio, encontram-se as seguintes instalações: academias da Vida e da Terceira Idade, a Ótica da Cidadania (que distribuí óculos de graça para pessoas carentes), o Centro de Reabilitação para Cardíacos, o Núcleo de Fisioterapia, o Centro de Ensino à Distância (CEDERJ), a Policlínica da Cidadania, o Centro de Imagens e a Biblioteca Virtual de Saúde.

Em 2007, o estádio foi citado pelo jornal esportivo Lance!, como um dos poucos e propensos estádios no Brasil para sediar os jogos da Copa do Mundo de 2014, mas descartou a possibilidade de o estádio receber jogos da Copa do Mundo, por não atender diversas exigências da Fifa.
Em 2013, por ser o único estádio público inscrito para ser sede de um país na Copa do Mundo e a única instalação pública do Estado do Rio aprovada pela FIFA para receber delegações estrangeiras antes e durante a Copa de 2014, o Ministério do Esporte liberou R$ 800 mil para realização de obras no estádio. Com esse montante, o estádio deverá ganhar obras de acessibilidade, reparos gerais e de modernização.
Em março de 2021, por conta da restrições impostas a combate da Covid-19 pelo Governo de São Paulo, o Raulino de Oliveira tornou-se o primeiro estádio fora do estado de São Paulo a sediar um jogo do Campeonato Paulista. (o jogo, disputado em 23/03/2021, terminou com o placar Corinthians 1 x 0 Mirassol).
Partida de reinauguração
- Partida Amistosa

| 17 de abril de 2004 | Volta Redonda    | 1 – 2  | Botafogo                | Estádio Raulino de Oliveira, Volta Redonda-RJ Público: Árbitro: William Marcelo de Souza Nery Auxiliares: |
|                     | João Rodrigo 11' | [ 16 ] | Delani 22' · Sandro 69' | |

- Volta Redonda: Everton; China, Léo (Paulo Henrique), Alemão e Hamilton (Diogo); Jonílson (Fernando), Haroldo, Valtinho e Gláuber (Gillis); Humberto (Dentinho) e João Rodrigo. Técnico: Dário Lourenço.
- Botafogo: Jefferson; Ruy (Rodrigo Fernandes), João Carlos, Sandro e Jorginho Paulista; Fernando, Túlio (Daniel), Valdo (Carlos Alberto) e Camacho; Delani e Alex Alves (Hugo/Luizão). Técnico: Carvalho Leite.

### Jogos importantes
| “ | "O estádio de Volta Redonda é, talvez, o mais legal do estado do Rio de Janeiro. Ele seria perfeito para os times da capital se fosse 100 quilômetros mais próximo. É melhor que o Engenhão, que é bom para grandes públicos. Mas os públicos no Campeonato Carioca mal passam de 15 mil torcedores. Os estádios menores dão a sensação de mais emoção no jogo. E as instalações são boas para a torcida." | ” |

- 3 meses após a reinauguração, o Voltaço sagrou-se campeão da Segunda Divisão do Campeonato Carioca ao empatar em 1 a 1 com o Boavista, com lotação máxima do estádio e recorde de bilheteria.
- No dia 23 de junho de 2004, a Seleção Brasileira de Futebol Feminino fez uma partida amistosa com o time júnior masculino do Volta Redonda, e perdeu por 4 a 3.
- Em 2004 o Flamengo sediou 16 jogos no Raulino, e o Fluminense 6, todas válidas pelo Campeonato Brasileiro.[18]
- Em 2005, o estádio foi palco das 3 partidas da Copa Finta Internacional, vencida pelo Voltaço.[19]
- Ainda em 2005, o Fluminense sediou vários de seus jogos válidos pelo Campeonato Brasileiro no Raulino.[20] Além disso, o estádio foi palco dos clássicos válidos pelo mesmo campeonato.[21][22][23]
- Em 2007, foi palco da primeira partida da final da Copa Rio 2007, (Volta Redonda 3 a 1 Cabofriense).
- Em 2008, um amistoso entre a Seleção Carioca e a Seleção Olímpica, que jogaria os Jogos de Pequim, ocorreu neste estádio.[24] A Seleção Olímpica venceu por 1 a 0 (gol de Alexandre Pato).[25]
- Em 2010, o estádio foi utilizado pelo Flamengo e Fluminense, devido às obras do Maracanã para sediar a Copa do Mundo FIFA de 2014.
- Durante o Campeonato Brasileiro de 2011, tanto o Flamengo quanto o seu rival das Laranjeiras mostraram certa aversão ao Engenhão por causa do gramado, e consequentemente uma preferência pelo Raulino de Oliveira. Porém, o Fluminense desenvolveu uma grande simpatia com esta arena, palco de partidas importantes e geralmente dramáticas. Os tricolores Marquinho e Rafael Sóbis se mostraram muito favoráveis a marcar gols no humilde, porém simbólico estádio da Cidade do Aço. Não se pode se dizer o mesmo do Flamengo, que acabou se acostumando com o estádio arrendado pelo Botafogo.[carece de fontes?]
- Em 2013, devido a interdição do Engenhão (e como o Maracanã ainda se encontrava em obras para a Copa do Mundo de 2014), o estádio foi escolhido pela FFERJ (Federação de Futebol do Estado do Rio de Janeiro) para sediar os clássicos restantes e os jogos das fases finais do Campeonato Carioca de 2013.[26] Segundo Betinho - administrador do Raulino - o estádio não cobrou aluguel para a realização dos jogos do estadual, mas recebeu pelo uso da imagem de divulgação do local. "Lucro e retorno financeiro não tivemos, mas ganhamos com a divulgação na mídia, que beneficia a cidade e o próprio estádio" afirmou ele.[27] De acordo com o jornalista Fábio Seixas, colunista da "Folha de S. Paulo", o estádio estava em totais condições de receber a decisão do torneio..[17] E assim foi feito: o estádio foi palco das 2 semifinais ("Botafogo 5 a 0 Resende" e "Fluminense 4 a 1 Volta Redonda")[28] e da decisão da Taça Rio[29] (Botafogo 1 a 0 Fluminense). Como o vencedor deste turno (Botafogo) já havia também vencido o primeiro turno, pela primeira vez em 112 edições do Campeonato Carioca de Futebol, a competição foi decidida fora da cidade do Rio de Janeiro.[30] Além disto, esta foi a primeira grande decisão recebida pelo Estádio.[31] O público pagante da final da Taça Rio de 2013 foi de 12.485 pessoas,[32] e o presente foi de 15.516 torcedores.[31] Luis Roberto, jornalista da Rede Globo e narrador da partida decisiva, começou a transmissão da partida com as seguintes palavras: "O Estádio da Cidadania, dos estádios pequenos, que comportam menos público, com certeza é o melhor do Brasil, o mais bem estruturado, o mais bem organizado."

Abaixo o relatório da partida:
| 5 de maio de 2013 | Botafogo                                      | 1 – 0     | Fluminense                                         | Estádio Raulino de Oliveira, Volta Redonda |
| 16:00             | Rafael Marques 28' · Marcelo Mattos · Gabriel | Relatório | Leandro Euzébio Edinho Thiago Neves Wellington Nem | Público: 12 485 pagantes (15 516 presentes) Árbitro: RJ Marcelo de Lima Henrique (FIFA) Assistente 1: RJ Dibert Pedrosa (FIFA) Assistente 2:RJ Ediney Mascarenhas (FIFA) |

| Botafogo | Fluminense |

- Em 23 de março de 2021, o Estádio tornou-se o primeiro fora do estado de São Paulo a sediar um jogo do Campeonato Paulista[14] (o jogo foi Corinthians 1 x 0 Mirassol)

Campeonato Brasileiro Série B
- De 2009 a 2011, o Duque de Caxias Futebol Clube, então na Série B do Brasileirão, disputou seus jogos como mandante no Estádio da Cidadania.

Amistoso internacional
Em preparação para a Copa do Mundo FIFA de 2014, a Seleção Italiana jogou contra o Fluminense.
| 8 de junho    | Itália                                    | 5 – 3           | Fluminense                                           | Raulino de Oliveira, Volta Redonda |
| 17:30 (UTC−3) | Insigne 23', 54' · Immobile 30', 52', 53' | Ficha Relatório | 24' Chiquinho · 37' Carlinhos · 63' Matheus Carvalho | Público: 15 780 pagantes (17 023 presentes) Renda: R$ 1,322,050,00 Árbitro: RJ Marcelo de Lima Henrique (FIFA) Assistente 1: Dilbert Moisés Assistente 2: Lillian Bruno |

| Itália |  | Fluminense |

## Torneios amistosos
Abaixo segue uma lista de torneios amistosos que foram integralmente disputados no Raulino:
- 1988 - Torneio Cidade do Aço de 1988
- 2005 - Copa Finta Internacional[19]

## Outros usos além do futebol
- Em 24 de novembro de 1990, o Legião Urbana realizou um show no estádio, naquele que foi considerado "o show nacional mais épico da história de Volta Redonda" pelo jornal Tribuna do Sul Fluminense.[34]
- Em 2020, o estádio abrigou um hospital de campanha montado a mando da prefeitura visando o combate à Covid-19[35].

## Raio-X do novo Raulino
- 26 mil metros quadrados (13,6 mil metros quadrados de área construída [70% coberta]);
- Capacidade para 20 mil torcedores sentados e 1.000 em pé;
- Trinta câmeras com zoom de alto alcance, monitorando torcedores, dentro e fora do complexo;
- Iluminação feita por 128 projetores circulares importados, com lâmpadas multivapores metálicas;
- Painel eletrônico de 6 x 4 metros;
- Academia de artes marciais;
- Dois elevadores panorâmicos, com capacidade para 15 pessoas;
- Cinco vestiários (equipados com salas médicas e Raios X), sendo dois para o jogo preliminar, dois para o principal, e 1 para a equipe de arbitragem;
- Nove camarotes, 24 banheiros públicos, bares e lanchonetes;
- Sala para anti-doping;
- Oito cabines para rádio e três cabines para televisão com Internet de alta velocidade, revestimento acústico e ar-condicionado;
- Um posto policial dá suporte a estrutura, além de disponibilização de contingente policial para os dias de jogos7.

Fonte:EFDeportes

## Localização
- Rua 539, s/nº, bairro Nossa Senhora das Graças, Volta Redonda-RJ
- Localização Google Earth: 22 30 30.01 S 44 05 48.94 W

## Nota
- A voz ouvida nos autofalantes do estádio é de Otilia Aparecida Luiz "Tilinha", que esta no cargo desde 2004 e é a única locutora mulher em jogos do Rio. Até 2019 quando a gandulinha, Fernanda Maia se tornou locutora oficial do estádio Nilton Santos [37]